# José Julián Velásquez
José Julián Velásquez de la Cuesta (* 18. Juli 1970) ist ein ehemaliger kolumbianischer Radrennfahrer und Sportlicher Leiter.

## Sportliche Laufbahn
Velásquez war im Bahnradsport aktiv. Er siegte 1991, 1994 und 1996 im Gran Caracol de Pista, dem zu seiner Zeit bedeutendsten Wettbewerb im Bahnradsport in Südamerika.
2017 wurde er Sportlicher Leiter im Radsportteam Team Medellín und war einige Jahre lang Nationaltrainer für die kolumbianischen Bahnradsportler.